# Рамирес, Хуан Эдгардо
Хуан Эдуардо Рамирес (исп. Juan Edgardo Ramírez; род. 25 мая 1993, Морено, Буэнос-Айрес) — аргентинский футболист, полузащитник клуба «Бока Хуниорс».

## Биография
Рамирес — воспитанник клуба «Архентинос Хуниорс». 21 мая 2011 года в матче против «Олимпо» он дебютировал в аргентинской Примере. 13 мая 2012 года в поединке против «Расинга» из Авельянеды Хуан забил свой первый гол за «Архентинос Хуниорс». В 2014 году клуб вылетел из элиты, но остался в команде.
В начале 2015 года Рамирес перешёл в американский «Колорадо Рэпидз». 21 марта в матче против «Нью-Йорк Сити» он дебютировал в MLS. 12 июля в поединке против «Реал Солт-Лейк» Хуан забил свой первый гол за «Колорадо Рэпидз».
В начале 2016 года Рамирес на правах аренды перешёл в испанскую «Альмерию», вернувшись к своему бывшему тренеру по «Архентинос Хуниорс», Нестору Горосито. 7 февраля в матче против «Осасуны» он дебютировал в Сегунде. 17 апреля в поединке против «Понферрадины» Хуан забил свой первый гол за «Альмерию». Летом того же года Рамирес был отдан в аренду в «Тальерес». 27 августа в матче против «Расинга» он дебютировал за новый клуб. 29 октября 2017 года в поединке против «Ривер Плейт» Хуан забил свой первый гол за «Тальерес».